# Centaurea mouterdei
Centaurea mouterdei — вид квіткових рослин айстрових (Asteraceae). Ендемік центрального Лівану.